# Cronhjort
Cronhjort är en svensk friherrlig ätt.
Släkten härstammar från kyrkoherden i Runstens pastorat på Öland Laurentius Andreæ, som var en av undertecknarna av beslutet från Uppsala möte. Hans hustru hette Gunilda Birgersdotter. Deras som Abraham Larsson ingick i krigstjänst under namnet Hirsch, befordrades till överste för Nerikes och Värmlands regementen och adlades 1645 med namnet Cronhjort. Ätten introducerades mellan numren 322 och 323 år 1647. Han skrev sig till Ryssbylund i Åby socken. Hans hustru hette Dorothea Wellingk och kom troligen från Livland, men tillhörde inte den i Sverige introducerade ätten med samma namn. Hennes föräldrar hette Victor Vellingk och Catharina, född von Rehder.
Abraham Larsson Cronhjort och Dorothea Wellingk fick en son, Abraham Cronhjort, som föddes i Livland, inträdde i tysk tjänst som militär men övergick sedan till svensk tjänst, där han steg i graderna i flera regementen. År 1696 blev han landshövding i Nylands och Tavastehus län, och upphöjdes samma år till friherre i vilken rang han introducerades året därefter på nummer 107. Han blev slutligen generalmajor över infanteriet. År 1685 gifte han sig med Brita Skyttenhielm, dotter till biskop Henning Skytte och Anna Lindhjelm. Döttrarna gifte sig Ulfvenklou, Wernle, von Schaeij och Wobbun. En son, Hans Henning Cronhjort, följde Karl XII till Turkiet, var sedan generalmajor i Ryssland, men avled barnlös. Hans yngre bror Carl Gustaf Cronhjort, var landshövding i Västernorrland och president i Krigskollegium.